# Нармонтович, Вероника
Вероника Нармонтович (пол. Weronika Narmontowicz, монашеское имя — Мария Боромея; 18 декабря 1916, Гродненский район — 1 августа 1943, Новогрудский район, Барановичская область) — блаженная Римско-католической церкви, монахиня женской монашеской конгрегации «Сёстры Святого Семейства из Назарета» (назаретанки), мученица. Одна из одиннадцати Новогрудских мучениц.

## Биография
В 1936 году вступила в женскую монашескую конгрегацию «Сёстры Святого Семейства из Назарета» (назаретанки). Новициат проходила в Гродно, после окончания которого приняла монашеское имя Мария Боромея. В 1936 году её направили в монастырь назаретанок в Новогрудке, где она работала уборщицей в русской школе, размещённой в здании монастыря назаретанок.
В августе 1943 года в Новогрудке происходили массовые репрессии против мирного населения. Вероника Нармонтович вместе с другими монахинями предложила немецким оккупационным властям заменить собой арестованных мирных жителей. В ночь с 31 июля на 1 августа была арестована вместе с другими монахинями монастыря и расстреляна рано утром 1 августа в лесу недалеко от Новогрудка.

## Прославление
5 марта 2000 года Вероника Нармонтовича была причислена к лику блаженных римским папой Иоанном Павлом II.

## Источник
- Бронислав Чаплицкий, Ирина Осипова, Книга памяти. Мартиролог Католической Церкви в СССР, изд. Серебряные нити, М., 2000, стр.468, ISBN 5-89163-048-6